# Gilbert Grape
Gilbert Grape (originaltitel: What's Eating Gilbert Grape) är en amerikansk film från 1993, i regi av Lasse Hallström.

## Handling
Gilbert Grape (Johnny Depp) bor i den amerikanska småstadshålan Endora tillsammans med sin familj. Han tyngs av vetskapen att han aldrig lär komma från hemstaden, samtidigt som han känner ansvaret för sin utvecklingsstörde lillebror Arnie (Leonardo DiCaprio) och sin abnormt överviktiga mamma (Darlene Cates). Men en dag kommer strandsatta Becky (Juliette Lewis) till staden, och hon får Gilbert att tänka på ett och annat.

## Om filmen
Gilbert Grape är regisserad av Lasse Hallström, baserad på en roman av Peter Hedges.
Gilbert Grape har visats i SVT, bland annat 2004, 2006, 2015, 2020, 2021 och 2022.

## Rollista i urval
- Johnny Depp – Gilbert Grape
- Leonardo DiCaprio – Arnie Grape
- Juliette Lewis – Becky
- Mary Steenburgen – Betty Carver
- Darlene Cates – Bonnie Grape
- Laura Harrington – Amy Grape
- Mary Kate Schellhardt – Ellen Grape
- John C. Reilly – Tucker Van Dyke